# Archibald Wilson
Archibald Oliver Garfield Wilson (Bulawayo, 28 de mayo de 1921 - Brisbane, 4 de julio de 2014) fue un militar y político rodesiano. 
Tras haber servido en la Real Fuerza Aérea Británica durante la Segunda Guerra Mundial, se convirtió en Mariscal y Comandante de la Fuerza Aérea de Rodesia. Tras haberse jubilado del servicio militar a principios de los años 1970, se convirtió en político y fue miembro, por dos mandatos, de la Cámara de la Asamblea de Rodesia, así como miembro del Parlamento de Zimbabue Rodesia y Senador de Zimbabue. Antes de que se firmara el Acuerdo Interno en 1979 fue Ministro de varias carteras. En 1982 renunció a la legislatura zimbabuense y emigró junto con su esposa a la Costa Dorada de Australia, convirtiéndose en ciudadano de ese país en 1988.

## Carrera militar
Wilson se unió a la Fuerza Aérea de Rodesia del Sur en 1939. Sirvió en la Segunda Guerra Mundial como piloto y luego como oficial al mando del escuadrón n.º 238 desde 1943. Después de la guerra ocupó puestos de mando en la Fuerza Aérea de Rodesia del Sur (más tarde la Fuerza Aérea Real de Rodesia y la Fuerza Aérea de Rodesia). Desde el 10 de junio de 1957 hasta el 22 de junio de 1959, fue comandante en jefe del RRAF Thornhill. Wilson estuvo involucrado en la dirección de las operaciones de contrainsurgencia de Rodesia en Nyasalandia, el Protectorado de Adén, Zambia y Rodesia .
El 8 de febrero de 1969, Wilson fue nombrado Jefe del Estado Mayor del Aire de la Real Fuerza Aérea de Rodesia, recibiendo el ascenso al rango de vice-mariscal de aire. Con Rodesia convirtiéndose en república a partir del 2 de marzo de 1970, Wilson supervisó varios cambios en la fuerza y su función, incluidos nuevos rangos, alférez, roundel y el cambio de nombre de la fuerza a partir del 8 de agosto de 1970 como "Fuerza aérea de Rodesia" (RhAF). Al mismo tiempo, su cargo de Jefe del Estado Mayor Aéreo se cambió a Comandante de la Fuerza Aérea, y Wilson fue ascendido al rango de Mariscal del Aire. En 1970-71 Wilson participó en el desarrollo de la alianza militar secreta del Ejercicio Alcora entre Rodesia, Sudáfrica y Portugal. Con motivo del 25 aniversario de la formación en 1947 de la Fuerza Aérea de Rodesia del Sur en noviembre de 1972, Wilson anunció: "Nuestra Fuerza Aérea continuará cumpliendo su función con silenciosa eficiencia y está lista y capaz de cumplir con su deber, pase lo que pase".
Después de 32 años, Wilson se retiró del servicio de la Fuerza Aérea el 15 de abril de 1973, siendo el último miembro restante de la Fuerza Aérea de Rodesia del Sur original y el último Jefe del Estado Mayor Aéreo. Sobre su retiro expresó un tono esperanzador: "El terrorismo en Rodesia probablemente empeorará antes de mejorar, pero las fuerzas de seguridad ganarán. El terrorismo no puede ganar. No puede lograr su objetivo".

## Carrera política
Como miembro del Frente Rodesiano de Ian Smith, Wilson fue elegido miembro de la Cámara de la Asamblea como miembro de Arundel en las elecciones generales de Rodesia en 1974. Conservó su escaño durante las elecciones generales de 1977. En marzo de 1977 asumió simultáneamente los cargos de Ministro de Correos, Ministro de Carreteras y Tráfico Vial y Ministro de Transporte y Energía. Ejerció los tres puestos hasta mediados de 1978, cuando fue reemplazado por William Irvine. 

## Vida posterior
Después de renunciar al Senado en julio de 1982, Wilson decidió emigrar con su esposa Lorna a Australia en agosto de 1982. Wilson y su familia se establecieron en la región de Gold Coast de Queensland y recibieron la ciudadanía australiana el 25 de octubre de 1988. Con su esposa Lorna fallecida antes que él (27 de julio de 1923 - 22 de agosto de 2008), cuando murió en Brisbane a los 85 años, Wilson pasó sus últimos años en la comunidad de retiro RSL Care en Pinjarra Hills hasta su muerte a la edad de 93 años el 4 de julio de 2014. Está enterrado con su esposa en el cementerio de Tamborine Mountain.

## Honores
| Descripción                                                       | Notas                   |
| Decoración Conmemorativa de la Independencia (ICD)                | 11 de noviembre de 1970 |
| Oficial de la Orden del Imperio Británico (OBE; División Militar) | NY 1961                 |
| Estrella de 1939-1945                                             |                         |
| Estrella de Italia                                                |                         |
| Medalla de Defensa                                                |                         |
| Medalla de guerra 1939-1945                                       |                         |
| Medalla de Servicios Generales                                    |                         |
| Cruz de Vuelo Distinguido (Estados Unidos) (DFC USA)              |                         |